# 犬塚牙
犬塚牙(犬塚キバ，Inuzuka Kiba)是日本动漫火影忍者中的一个虚拟人物。

## 關於名字
原名：，（牙）在日文中有動物的獠牙，毒牙等意思。

## 身世
木葉隱村內、犬塚一族的族人。臉頰上留著犬塚一族特有的紅色倒三角面紋。個性非常的好動、好強，有自信，喜好充當別人領袖。與忍犬赤丸形影不離，有如兄弟一樣。
母親犬塚爪是木葉隱村的上忍，他的姊姊犬塚花則是兼職獸醫的中忍。

## 在動漫中的表现

### 第一部

#### 中忍考試篇
在中忍考試第二場試驗，生存試驗中表現的非常活躍，設下陷阱暗算其他考生，很快便將『天之卷軸』及『地之卷軸』成功集齊。然而在途中他目睹我愛羅使用恐怖的砂忍術把雨忍殘殺，因而對我愛羅產生強烈的恐嚇感。他們的小隊是最早完成測試的隊伍之一，並在終點的塔頂再次遇上了我愛羅的小隊。
在中忍考試第三場試驗中，擔任主角漩渦鳴人的對手，並認為這是一場相當容易勝出的對戰。憑他跟忍犬赤丸的默契，先後使出『獸人分身』、『牙通牙』等秘技，一度將鳴人逼至絕境。但鳴人卻使出變身術，化成另一個牙，讓牙錯手誤傷了赤丸。沒有了赤丸的協助，牙跟鳴人單對單決戰。卻又因為他擁有靈敏的嗅覺，鳴人偶然的放了個屁之後，便失去自控能力，遭到漩渦鳴人的連彈攻擊後敗北。

#### 佐助營救篇
因為有早上帶赤丸散步的習慣，被中忍奈良鹿丸看中他的能力，並被邀請加入佐助奪回小組。因為擁有靈敏的嗅覺及熟識火之國地形之優點，故擔任五人小組隊形前方第一人，負責偵測跟敵人的距離及識破陷阱等。後為了保護赤丸，與敵人左近一起掉下懸崖。他在懸崖下跟左近及甦醒的右近大戰，左近及右近更進入了咒印狀態2。面對強敵，牙跟赤丸決定施展超必殺合技『牙狼牙』（化成兩頭狼，再以具破壞力的龍捲風進行攻擊）。由於此術只使用一、兩次便會使施法者消耗相當多的查克拉，故需要準確的擊倒敵人，否則便會給對方反擊的機會。牙的『牙狼牙』曾一度威脅到右近、左近兄弟，但及後卻被對方的通靈之術·羅生門給破解，並因而陷入極大危機。左近、右近更獨自生出肢體，成為兩個分體，對牙及赤丸進行攻擊。失去了反擊能力的牙，又遭到擁有特殊暗殺方式--寄生鬼壞之術的右近暗算，被迫與右近共有肉體。牙認為與其死於對方的術下，更應該把對方一同擊倒，故決心與右近同歸於盡;右近見狀亦脫離牙的身體。後牙運用其機智，以煙霧彈及藏有手裏劍的假赤丸騙過右近成功帶赤丸脫逃，但身受重傷的他，很快又被左近、右近追上，命懸一線。幸而木葉隱村的同盟砂隱村的勘九郎及時趕到，以傀儡術擊敗左近、右近，在其保護下成功存活。

### 第二部
兩年後的牙，換了一套黑色連身衣裝。在漫畫第32集282話中，他靠著氣味瞬間認出修行兩年半後歸來的鳴人。嗅覺訓練到比狗更靈敏。另外，他的忍犬赤丸成長到比人還大，體格健壯的還能讓人騎在牠的背上。

#### 宇智波鼬追捕篇
火影忍者第354回起，志乃、雛田、牙及已長得比人大的赤丸，跟卡卡西小隊（包括旗木卡卡西，大和隊長，鳴人，櫻及佐井）再次合作，為追捕宇智波鼬及尋找宇智波佐助的蹤影。牙的其他能力仍未清晰，但其嗅覺能力卻已遠超一般受訓忍犬，因他能偵測到宇智波佐助所遺下的些微氣味，而忍犬卻未有所獲。途中遇到宇智波斑的阻撓，並曾試以『通牙』之術攻擊斑;但因對方可自由轉移身體受攻擊部份到另一空間，故其攻擊亦告落空。

#### 培因入侵木葉篇
他與母親合力迎戰『培因餓鬼道』。及後鳴人回到木葉，他也在迎接的群眾行列內。

#### 五影會談篇
他告知鳴人與小櫻，團藏對佐助下達處決許可的命令。後來與紅班、凱班及阿斯瑪班成員聆聽了小櫻出發前請求保密的事件，與祭、小櫻、小李到達鐵之國尋找鳴人下落，順利與鳴人會合。本勸諭小櫻是否說出真相，但被小櫻阻止，事後與祭、小櫻、小李離去，開始尋找佐助，卻在中途被小櫻施放迷霧而昏了過去。清醒後與歸來的鳴人、小櫻、卡卡西會合，回到木葉。

#### 忍界戰爭篇
犬塚牙被分配到第五部隊──特種戰鬥聯合軍部隊，與井野、犬塚爪、油女志乃同一隊，他認為若能在忍界戰爭有出色表現的話，說不定能有當上火影的機會，但是他的姊姊犬塚花卻認為牙過於將戰爭當成兒戲看待，並出言勸諫他。之後和其他忍者對抗宇智波斑的期間，中了無限月讀，在無限月讀的夢中夢見自己當上了火影。直至戰爭落幕始脫離無限月讀的夢境。

#### 結局篇
第四次大戰落幕數年後，牙的下顎蓄著鬍鬚，帶著培育的忍犬，和自己的伴侶环（貓婆婆的孫女）坐在自家庭院閒談。牙於對話中表示自己已放棄成為第七代火影的志願，還認為自己是非常有本事的忍者，只是先收起自己的獠牙，卻令一旁的赤丸感到不以為然。至於當年陪伴牙出生入死的赤丸，則已經成為年邁的老犬，亦有了自己的後代。

## 戰績
- 敗於漩渦鳴人
- 敗於左近及右近（咒印狀態2）
- 勝於鬼鳳
- 敗於春野櫻
- 勝於鬼霧
- 勝於濡羅吏（動畫原創）
- 敗於機械鳴人（動畫原創）
- 勝於穢土轉生音忍四人眾（咒印狀態2）(與寧次、丁次、鹿丸、鳴人聯手)（動畫原創）
- 勝於眾白絕
- 勝於多個十尾分裂體
- 敗於宇智波斑（中了斑使出的無限月讀後陷入睡眠）

## 術
| 招式名稱                   | 簡介 | 種類 | 等級 |
| -------------------------- | --- | ---- | ---- |
| 四腳之術                   | 將查克拉聚集在全身，讓自己的動作變得有如野獸般迅速。 | 忍   | D    |
| 靈敏嗅覺                   | 將查克拉集中在鼻子，使自己擁有普通人幾萬倍之上的嗅覺。 | 忍   |      |
| 獸人分身                   | 牙與忍犬赤丸疊羅漢，將赤丸變化成和自己相同的分身。 | 忍   | D    |
| 擬獸忍法                   | 變化為獸人進行各種戰鬥。 | 忍   |      |
| 空中動態追蹤               | 赤丸在半空中邊旋轉邊小便，藉以作為嗅覺追蹤的標記。 | 體   | -    |
| 通牙                       | 利用自身旋轉形成的龍捲風進行快速的攻擊。 | 體   | D    |
| 牙通牙                     | 初期牙和赤丸的大絕招，獸人分身之後， 兩個人快速的旋轉，形成有如兩個龍捲風的型態攻擊對手。                                                                                    | 體   | C    |
| 絕.牙通牙                  | 《終極風暴世代》原創忍術，兩道通牙同時以正反面命中目標。 | 體   |      |
| 牙斬牙                     | ＰＳ２火影忍者－終極英雄２中，遊戲自創招式，牙通牙的合體加強版。 | 體   |      |
| 爪迅狼牙                   | ＰＳ２火影忍者疾風傳－終極覺醒２，遊戲自創招式，牙騎乘在赤丸身上，快速的衝向對手，行徑路上會有許多的爪子抓痕，用爪子迅雷不及掩耳的將對手擊倒，整體看來非常的有速度感。       | 體   |      |
| 天雙牙                     | ＰＳ２火影忍者疾風傳－終極覺醒２，遊戲自創招式，牙及赤丸跳上高空，並且快速旋轉，形成兩個龍捲風，之後結合在一起，由上空將對手鑽入地面極深的距離。                             | 體   |      |
| 狼牙                       | ＰＳ２火影忍者－終極英雄３中，遊戲自創招式，以雙頭狼狀態，用血盆大口攻擊敵人。                                                                                               | 體   |      |
| 犬塚流·人獸混合變身·雙頭狼 | 牙和赤丸兩人變化成雙頭一身的巨型雙頭狼，使用超必殺技前必備動作之一。 | 忍   | B    |
| 牙狼牙                     | 在赤丸以空中動態追蹤成功後可使用，將身體快速的旋轉，形成巨大的龍捲風，就算不直接接觸對手，也能將其切成兩半的超快速旋轉，為了要正確的命中對手，才會在使用前施行空中動態追蹤。 | 體   | B    |
| 超牙狼牙                   | 在523「過去的亡靈」中出現，牙與赤丸嶄新的最強之術，不論是出招的速度，還是攻擊的轉速，都比原來的「牙狼牙」還要強，甚至可以輕易攻破左近與右近通靈出來的「羅生門」。            | 體   |      |
| 苦無機關                   | 將許多苦無藏匿在赤丸布偶中，待敵人接近後布偶自動爆裂，所有苦無往四面八方彈射出去。                                                                                           | 忍   |      |
| 影分身                     | 用於諜報的高級分身術，是將查克拉均分製造出實體分身，並可同使用者一起行動戰鬥，解除後能將記憶和經驗傳回本體。                                                                 | 忍   | B    |
| 犬塚流·人獸混合變身·三頭狼 | 於633「向前邁進」中出現，首先牙會變一個影分身出來。然後牙,赤丸和影分身變化成三頭一身的巨型三頭狼。                                                                           | 忍   |      |
| 追尾                       | 於633「向前邁進」中出現，使用犬塚流·人獸混合變身·雙頭狼後出現的絕招，出招時變成車輛般旋轉後以側身再旋轉，為牙牙轉牙出招前的招式。                                            | 體   |      |
| 牙牙轉牙                   | 於633「向前邁進」中出現，使用犬塚流·人獸混合變身·雙頭狼和追尾後的大絕招，轉動時猶如利刃般鋒利，漫畫中一擊便把一部分十尾分身全數腰斬。                                        | 體   |      |

## 個人檔案
- 性格、特徵：行動派、急躁、野蠻、積極行動、沒耐性、狂野
- 喜歡的食物：醃牛肉片、軟骨
- 討厭的食物：沒有嚼勁的東西
- 想要交手的對象：漩渦鳴人
- 喜歡的話：赤丸
- 興趣：與赤丸一起散步
- 查克拉屬性：土、陽[1]
- 忍者學校畢業年齡: 12
- 中忍升級年齡：14